# Attila Horváth
Pour les articles homonymes, voir Horváth.
Attila Horváth (né le 28 juillet 1967 à Kőszeg et mort à Szombathely le 13 novembre 2020) est un athlète hongrois spécialiste du lancer du disque.
Il remporte tout d'abord les Championnats d’Europe juniors de 1985 et finit ensuite cinquième aux Championnats du monde juniors de 1986. 
Le meilleur résultat de sa carrière en senior est une médaille de bronze obtenue en 1991 lors des Championnats du monde de Tokyo (65,32 m), derrière l'Allemand Lars Riedel et le Néerlandais Erik de Bruin. Il participe à deux Jeux olympiques consécutifs, se classant cinquième à Barcelone en 1992, et dixième à Atlanta en 1996. Finaliste des Championnats d'Europe à deux reprises, il termine au pied du podium des Championnats du monde de 1995.
Son record personnel de 68,58 m est établi le 24 juin 1994 à Budapest.

## Palmarès
| Date | Compétition           | Lieu      | Résultat | Marque  |
| ---- | --------------------- | --------- | -------- | ------- |
| 1990 | Championnats d'Europe | Split     | 8e       | 62,08 m |
| 1991 | Championnats du monde | Tokyo     | 3e       | 65,32 m |
| 1992 | Jeux olympiques       | Barcelone | 5e       | 62,82 m |
| 1994 | Championnats d'Europe | Helsinki  | 5e       | 63,60 m |
| 1995 | Championnats du monde | Göteborg  | 4e       | 65,72 m |
| 1996 | Jeux olympiques       | Atlanta   | 10e      | 62,28 m |